# Trygve Haavelmo
Trygve Haavelmo est un économiste et statisticien norvégien, né à Skedsmo le 13 décembre 1911 et mort à Eiksmarka le 28 juillet 1999. Il est considéré comme l'un des pères fondateurs de l'économétrie. Son théorème sur les effets multiplicateurs d'un budget en équilibre tend à favoriser les politiques de relances par la dépense publique (Prix de la Banque de Suède de 1989).

## La révolution probabiliste
En 1944, il publie « The Probability Approach in Econometrics » (L'approche probabiliste en économétrie) dans un supplément de la revue Econometrica. Ce texte constitue une petite révolution dans la méthodologie économique, car il introduit les probabilités jusqu'alors refusées par les économistes bien qu'elles sous-tendent les calculs statistiques qu'ils emploient.
On refusait les probabilités en affirmant que les faits économiques ne sont pas indépendants et que le temps n'est pas homogène.
Haavelmo dépasse ces arguments en proposant les stratégies suivantes :
- Traduire la théorie économique (qui exprime une relation entre N variables) en une distribution de probabilités sur un espace à N dimensions. Ainsi la théorie contient en elle-même ses conditions de confrontation aux données historiques, ce qui n'est pas le cas pour les théories « exactes » qui nécessitent une estimation (extérieure à la théorie) de leur concordance avec la réalité pour être acceptées ou rejetées.
  - Cela permet de plus de considérer l'ensemble des N données comme un point-échantillon de dimension N ; on résout ainsi le problème de l'indépendance des différentes mesures prises au cours du temps.
  - Cette probabilisation de la théorie est également fondée sur le caractère stochastique des relations économiques en raison du grand nombre de facteurs qui les influencent et de leur grande complexité.
- Le problème de l'homogénéité du temps, ou de la permanence des lois économiques, est résolu par le concept d'autonomie : une relation est d'autant plus autonome qu'elle reste vraie malgré des changements de structure. Les lois autonomes sont les lois fondamentales, alors que les lois plus élaborées fondées sur elles sont davantage susceptible de varier au cours de l'histoire. Par exemple, la relation entre la distance entre la pédale de l'accélérateur et le plancher de la voiture et la vitesse de la voiture est une relation bien moins autonome que les relations physiques qui sous-tendent ce mécanisme.

Haavelmo distingue également l'influence potentielle d'un facteur de son influence factuelle. L'influence potentielle est celle qui est l'influence théorique, qui se manifesterait si le facteur variait ; l'influence factuelle est celle qui est observée de fait. Ainsi, l'influence potentielle de la gravitation universelle sur une partie de tennis est très forte, mais son influence factuelle est nulle car cette loi ne varie pas.